# Callahan Burke
Callahan "Cal" Burke, född 19 mars 1997, är en amerikansk professionell ishockeyforward som är kontrakterad till Colorado Avalanche i National Hockey League (NHL) och spelar för Colorado Eagles i American Hockey League (AHL).
Han har tidigare spelat för Notre Dame Fighting Irish i National Collegiate Athletic Association (NCAA) och Cedar Rapids Roughriders i United States Hockey League (USHL).
Burke blev aldrig NHL-draftad.

## Statistik
| 2011–2012   | Noble and Greenough Bulldogs |             | 29  | 5  | 4  | 9  | —  | — | — | — | — | — |
| 2012–2013   | Noble and Greenough Bulldogs |             | 27  | 10 | 25 | 35 | —  | — | — | — | — | — |
| 2013–2014   | Noble and Greenough Bulldogs |             | 27  | 19 | 26 | 45 | —  | — | — | — | — | — |
|             | Boston Jr. Bruins U18        |             | 12  | 12 | 6  | 18 | 2  | — | — | — | — | — |
|             | Boston Jr. Bruins            | USPHL       | 2   | 0  | 1  | 1  | 0  | — | — | — | — | — |
|             | Cedar Rapids Roughriders     | USHL        | 5   | 0  | 0  | 0  | 0  | — | — | — | — | — |
| 2014–2015   | Cedar Rapids Roughriders     | USHL        | 60  | 20 | 20 | 40 | 28 | 3 | 0 | 0 | 0 | 0 |
| 2015–2016   | Cedar Rapids Roughriders     | USHL        | 56  | 14 | 25 | 39 | 8  | 5 | 3 | 1 | 4 | 0 |
| 2016–2017   | Notre Dame Fighting Irish    | NCAA        | 35  | 3  | 8  | 11 | 8  | — | — | — | — | — |
| 2017–2018   | Notre Dame Fighting Irish    | NCAA        | 38  | 14 | 12 | 26 | 17 | — | — | — | — | — |
| 2018–2019   | Notre Dame Fighting Irish    | NCAA        | 36  | 12 | 18 | 30 | 8  | — | — | — | — | — |
| 2019–2020   | Notre Dame Fighting Irish    | NCAA        | 37  | 7  | 14 | 21 | 2  | — | — | — | — | — |
| 2020–2021   | Colorado Eagles              | AHL         | 33  | 2  | 7  | 9  | 14 | 2 | 0 | 1 | 1 | 2 |
| 2021–2022   | Colorado Eagles              | AHL         | 57  | 12 | 14 | 26 | 17 | 5 | 1 | 1 | 2 | 2 |
| 2022–2023   | Colorado Avalanche           | NHL         | 1   | 0  | 0  | 0  | 0  | — | — | — | — | — |
|             | Colorado Eagles              | AHL         | 21  | 6  | 5  | 11 | 4  | — | — | — | — | — |
| NHL totalt  | NHL totalt                   | NHL totalt  | 1   | 0  | 0  | 0  | 0  | — | — | — | — | — |
| AHL totalt  | AHL totalt                   | AHL totalt  | 111 | 20 | 26 | 46 | 35 | 7 | 1 | 2 | 3 | 4 |
| NCAA totalt | NCAA totalt                  | NCAA totalt | 146 | 36 | 52 | 88 | 35 | — | — | — | — | — |
| USHL totalt | USHL totalt                  | USHL totalt | 121 | 34 | 45 | 79 | 36 | 8 | 3 | 1 | 4 | 0 |